# Jaguarão (folyó)
A Jaguarão (spanyolul Yaguarón) Brazília Rio Grande do Sul állama és az uruguayi Cerro Largo megye közti határfolyó.
A folyó Bagé községnél, a Serras de Sudeste hegységben ered, és a Lagoa Mirimbe torkollik. Hossza 208 km. Hajózható 32 kilométeren, a torkolattól a brazíliai Jaguarão illetve az uruguayi Río Branco településig, ahol a Mauá Bárója nemzetközi híd keresztezi, és köti össze a bal parti Brazíliát és a jobb parti Uruguayt. A híd brazil oldala egyben határőrség is.  